# Mesotherium
Mesotherium ("bestia del medio"), durante largo tiempo erróneamente conocido como "Typotherium", es el género tipo de los Mesotheriidae, una familia conocida desde el Mioceno inferior hasta el Pleistoceno inferior (1.8 Ma). Fue nombrado por primera vez por Étienne Serres en 1867, y tras más hallazgos ahora contiene cuatro especies, M. cristatum, M. hystatum, M. maendrum y M. pachygnathum. Sus fósiles se han hallado en las formaciones Miramar y Vorohue en Argentina.
Mesotherium cristatum es considerado fósil guía de la llamada "Biozona de Mesotherium cristatum", cuyos restos se encuentran en sedimentos de edad Ensenadense, en distintas zonas de la Provincia de Buenos Aires, Argentina.

## Etimología
Serres lo llamó Mesotherium debido a su creencia de que era una criatura intermedia entre los roedores y paquidermos (o ungulados), debido a sus grandes incisivos superiores, así como su tamaño y proporciones. "Serres- por una feliz inspiración propuso llamarlo Mesotherium - al ser un centro común hacia el que todos los mamíferos consiguieron mezclarse felizmente" escribió Hugh Falconer a Darwin en abril de 1863. "Bravard lo envió a casa bajo el nombre de Typotherium, al ser el tipo central a partir del cual todos los mamíferos divergieron." En la visión de  Serres solo había un tipo animal subyacente.
A pesar de que Serres había nombrado oficialmente el género Mesotherium, fue conocido desde finales del siglo XIX hasta el siglo XX bajo el nombre de "Typotherium", por el paleontólogo francés que vivía en Argentina, Auguste Bravard; bajo este nombre Bravard envió el cráneo encontrado a París, lo que llevó a que su familia fuera nombrada Typotheriidae, y sirvió de base para el establecer lo que hoy es el suborden Typotheria. Como su nombre "Mesotherium" había sido publicado anteriormente prevalecía por encima de "Typotherium"(Simpson, 1980) y de ese nombre deriva en nombre de la familia Mesotheriidae. Sin embargo, como las reglas no se aplican a nada que esté por encima del nivel de familia, el nombre del orden Typotheria todavía está en uso, pero se refiere a una gama más amplia de notoungulados similares a los roedores.

## Descripción
Mesotherium era de las dimensiones de una oveja pequeña, y pesaba cerca de 55 kilogramos. Como ocurre en muchos roedores, tenía unos largos incisivos superiores, los cuales encajaban en sus puntas;, y se caracteriza por una marcado diastema superior e inferior. Otra característica es que presenta esmalte tanto en la superficie labial (externa) como en la lingual (interna) de los incisivos, mientras que los roedores solo tienen esmalte sobre la superficie labial. Los incisivos inferiores de Mesotherium recuerdan a los de un roedores, con una fuerte curvatura.
El tobillo de Mesotherium se compone de una estructura de "bola y cavidad" entre el astrágalo y el navicular, así como una articulación deslizante de la unión calcáneocuboidea, lo que causaría extensión-flexión en el tobillo, así como supinación-pronación del pie. A causa de esto, Florentino Ameghino predijo en 1905 y confirmó en 1906 que Mesotherium tendría un pulgar en el pie.
Mesotherium era probablemente un mamífero fosorial, es decir, que excavaba para encontrar comida y refugio.